# Salanoia concolor
La mangosta de cola marrón o Salano (Salanoia concolor) es una especie de mamífero carnívoro de la familia Eupleridae. Es endémico de Madagascar. Su hábitat es el bosque seco tropical y subtropical. Se encuentra amenazado por la pérdida de su hábitat. 

## Taxonomía
La especie fue descrita inicialmente en 1837 por el zoólogo francés Isidore Geoffroy Saint-Hilaire con el nombre Galidia unicolor y Galidia olivacea. Él la ubicó dentro del género Galidia, junto a la mangosta de cola anillada (Galidia elegans), que ahora es la única especie reconocida de ese género. Una segunda especie de Salanoia, Salanoia durrelli, fue descrita en 2010.